# Meet Me Tonight in Dreamland
Meet Me Tonight in Dreamland ist ein amerikanisches Lied, dessen Worte die aus Hickman County, Tennessee gebürtige Lyrikerin Beth Slater Whitson (1879–1930) dichtete. Der New Yorker Komponist Leo Friedman (1869–1927) vertonte den Text. Das so entstandene Lied wurde 1909 in Chicago bei Will Rossiter, dem damals größten Musikverleger der Stadt, publiziert. Obwohl es in seiner Zeit und darüber hinaus sehr beliebt und kommerziell erfolgreich war, haben die beiden Autoren keine Lizenzgebühren erhalten.

## Geschichte
Bekanntgemacht hat den im langsamen Walzertempo gehaltenen Song die in den USA als „The New American Beauty“ gefeierte Vaudeville-Künstlerin Reine Davies.
Auf dem Notentitel war ursprünglich das Bild eines unbekannten Künstlers zu sehen. Rossiter ersetzte es durch eine Photographie des populären Vaudeville-Stars Reine Davies. Daraufhin schnellten die Verkaufszahlen des Liedes allein im ersten Jahre auf über zwei Millionen Exemplare in die Höhe. Auf den Erfolg hin entstanden in den USA zahlreiche weitere dream songs.
Zu Unrecht wird das Lied mit der Eröffnung des Vergnügungsparks „Dreamland“ auf Coney Island in Verbindung gebracht, die bereits 1904 stattfand.
- englischer Refrain

Meet me tonight in dreamland,

under the silvery moon;

Meet me tonight in dreamland,

where love's sweet roses bloom.

Come with the love-light gleaming

in your dear eyes of blue;

Meet me in dreamland,

sweet dreamy dreamland;

There let my dreams come true.
– (Beth Slater Whitson 1909)
In Deutschland schrieb der Couplet- und Schlagerdichter Harry Senger den Text Komm mit ins Reich der Träume auf Friedmanns Melodie.
In dunkler Nacht,

Wenn niemand wacht,

Denk ich an Dich mit Verlangen.

Ein Augenpaar

So sehnsuchtsklar

Hält mich in Liebe gefangen.

Daß du mich liebst, sagt mir dein Blick.

Dein Traum von mir ist höchstes Glück:

Komm mit ins Reich der Träume,

Wo uns der Mond nur sieht.

Komm mit ins Reich der Träume,

Wo duftend die Rose blüht.

Senke den Blick, den heißen

Strahlend ins Herze mein.

Land süßer Träume,

Land süßer Schäume,

Dort werd ich glücklich sein.
– (Harry Senger)

## Rezeption
- Judy Garland sang 1949 das Lied in dem  Farbfilm-Musical In the good old summer time.[9]
- 1959 Aufnahme von Bing Crosby im Duett mit Rosemary Clooney.[10]
- 1965 „Arranged & Conducted by Ernie Freeman“, besungen von Pat Boone.[11]
- 1993 präsentiert durch die Vokalgruppe Swingin' Girls mit einem neuen Text von Bernd van Kampen und in einem Arrangement von Heinz Kretzschmar auf CD.[12]
- Henry Miller zitiert das Lied zu Anfang seines 1949 erschienenen Romans “Sexus”, wo es gelegentlich eines Festessens zur Feier einer Gehaltserhöhung gesungen wird.
- Es wird vorgetragen in der siebten Episode von Wet Hot American Summer: Ten Years Later, einer satirischen Fernseh-Serienkomödie von David Wain.[13]
- Tara Altebrando zitiert das Lied in ihrem 2011 erschienenen Erinnerungsroman Dreamland Social Club.
- Marilyn Hering zitiert das Lied in ihtem Roman A Woman Possessed.
- Monte Schulz zitiert es in Crossing Eden (2016).
- Loretta Ellsworth zitiert es ebenfalls in ihrem Roman Stars Over Clear Lake.
- Die Therapeutin Heidrun Streit-Gallo nannte ihr Buch über Meditations- und Fantasiereisen für Kinder leicht modifiziert „Komm mit ins Land der Träume“.[14]
- Spätestens seit der Interpretation des Titels durch Eddie Condon[15][16] und das Gesangsquartett The Mills Brothers[17] begann er sich zu einem Jazzstandard zu entwickeln,[18] den sowohl Big Bands wie die von Meredith Willson[19] oder das Casa Loma Orchestra des Saxophonisten Glen Gray[20] als auch Traditional Jazz Bands wie die schwedische Red Wing Ragtime Band,[21] die niederländische Basin Street Jazz Band[22] oder die Riverside Jazz Band aus Mülheim an der Ruhr[23] aufgriffen.

## Notenausgaben
- Meet me to-night in dreamland, by Beth Slater Whitson and Leo Friedman. Now being popularized by Reine Davies. Will Rossiter, Music Publishers, Chicago/Ill., 1909.
- Komm mit ins Reich der Träume (Meet me to-night in dreamland). Ausgaben für Big Band/Tanzorchester/Combo (Friedman/arr. Steffen) Bosworth & Co., Wien. Best. Nr. BOSO 6283.[24]
- Siegfried Bethmann, R. Conradi (Hrsg.): Lachende Musik. Ein Album der beliebtesten und zeitgemässen Operetten, Tänze, Lieder und Märsche in Originalausgaben – Eine Ergänzung zu dem Idealmusikalbum „Sang und Klang“, Klavierauszug mit Text. Mit e. Vorwort von Heinrich Binder. Berlin: Neufeld & Henius Berlin, o. J. [1919 ?][25]

## Tondokumente (Beispiele)
Vereinigte Staaten
- Elizabeth Wheeler und Harry Anthony sangen "Meet Me Tonight in Dreamland" als Duett Ende 1909 auf Edison Standard Record #10290. Die Cylinder-Aufnahme wurde im Januar 1910 veröffentlicht.[26]
- Walter van Brunt sang das Lied 1910 auf den Indestructible Cylinder Record #1426[27]
- Henry Burr nahm das Lied 1910 auf Columbia A 905 (Matr. 4658) auf.[28]
- John Young sang das Lied mit Orchesterbegleitung auf Victor 16 833 (Matr. B-9533) am 10. Okt. 1910 in Camden, N.J.[29]

Dänemark
In Kopenhagen machte Lauritz Melchior 1913 eine Aufnahme für Odeon mit Orchesterbegleitung.
Deutschland
Das Lied mit Harry Sengers Text “Komm mit ins Reich der Träume”:
- Erich Schröter auf Odeon A 43 443, aufgen. 1913.[31]
- Max Kuttner mit Orchester unter Leitung von Friedrich Kark auf Beka 15 567, später B. 3601 (Matr. 15 567), aufgen. im März 1914.
- Max Kuttner mit Orchesterbegleitung auf Dacapo-Lyrophon 14 078 (Matr. 30 192)[32]
- Berthold Adler mit einem Schrammel-Orchester auf Kalliope 4993-I (Matr. 07069).[33]
- Als „Erich Berger“ nahm der Konzertsänger Erich Schröter das Lied, begleitet von Friedrich Kark am Klavier und Otto Rathke am Kornett, in Berlin am 15. Februar 1919 auf Beka 30 192 auf. Die Matrize wurde später mit der Nummer B. 3589 weiter vertrieben.[34] Eine weitere Aufnahme auf Beka 31 652 machte der Tenor Fritz Körting-Ritter am 31. März 1922.[35]
- 1931 sang Harry Steier mit seinem Quartett, begleitet vom Orchester Otto Dobrindt, das Lied in einem Arrangement von Fritz Henschke auf eine Beka-Platte.[36]
- 1931 sang es der Tenor Franz Völker von der Staatsoper Wien mit Orchesterbegleitung auf Grammophon 23 917 / B 43383 (Matrizennummer: 2625 BH-VI), der Dirigent war Alois Melichar.
- Als Kornett-Solo mit Orchester spielte es Karl Woll [als “Paul Wiggert”], Kgl. Kammermusiker, Berlin, auf Schallplatte “Zonophon” 17 055 / 525.027 (Matrizennummer: 13970 L), aufgen. 26. Juni 1912.
- Alfred Matthes, Berlin, spielte das ‘amerikanische Walzerlied’ als Kornett-Solo mit Orchester auf Gramophone Concert Record 12 434 / 945.026 (Matrizennummer: 13937 L).